# Cikande (Batujajar)
Cikande is een bestuurslaag in het regentschap Bandung Barat van de provincie West-Java, Indonesië. Cikande telt 4748 inwoners (volkstelling 2010).